# 師井優衣
師井 優衣（もろい ゆい、1997年10月15日 - ）は、日本の女優、モデル。東京都出身。adesso所属。

## 出演

### テレビ
- 『人生が変わる1分間の深イイ話』（日本テレビ（NTV））

### VP
- PV:Brian the Sun「シスター」
- PV:SPYAIR 「WENDY 〜It's You〜」
- PV:breath of minority 「凪」
- PV:遊助 「とうもろこし」
- PV:banvox 「Summer」
- PV:THE ORAL CIGARETTES「気づけよBaby」

### SHOW
- 瀧本株式会社

### マスコミ媒体
- スター名鑑「BEAUTIES 2012 U-17編」